# Чуперченій-Векі
Чуперченій-Векі (рум. Ciupercenii Vechi) — село у повіті Долж в Румунії. Адміністративно підпорядковане місту Калафат.
Село розташоване на відстані 261 км на захід від Бухареста, 84 км на південний захід від Крайови.

## Населення
За даними перепису населення 2002 року у селі проживали 2524 особи. Усі жителі села рідною мовою назвали румунську.
Національний склад населення села:
| Національність | Кількість осіб | Відсоток |
| -------------- | -------------- | -------- |
| румуни         | 2519           | 99,8%    |
| цигани         | 5              | 0,2%     |